# Diane Varsi
Diane Varsi (født 23. februar 1938, død 19. november 1992) var en amerikansk balletdanser og skuespiller.

## Filmografi (udvalg)
- 1977 - I Never Promised You a Rose Garden
- 1971 - Johnny Got His Gun
- 1970 - Bloody Mama
- 1967 - Roseanna
- 1957 - Peyton Place